# Okmulgee
Okmulgee è un comune degli Stati Uniti d'America, situata in Oklahoma, nella contea di Okmulgee, della quale è anche il capoluogo.